# Zvezda po imeni Solntse
Albums de Kino
Grouppa krovi
(1988) Kino
(1990)
Zvezda po imeni Solntse (en russe : Звезда по имени Солнце), qui signifie « [Cette/Une] étoile nommée soleil », est un album du groupe soviétique de rock Kino, sorti en 1989.

## Liste des chansons
1. Песня без слов (Chanson sans mots) — 5:06
2. Звезда по имени Солнце (L'étoile appelée soleil) — 3:45
3. Невесёлая песня (Chanson triste) — 4:18
4. Сказка (Conte de fées) — 5:58
5. Место для шага вперёд (Faites un pas en avant) — 3:39
6. Пачка сигарет (Paquet de cigarettes) — 4:28
7. Стук (Cognement) — 3:50
8. Печаль (Douleur) — 5:32
9. Апрель (Avril) — 4:40

## Membres du groupe
- Viktor Tsoï - guitare, chant
- Iouri Kasparian - guitare
- Igor Tikhomirov - basse
- Gueorgui Gourianov - percussions, chœurs
- Andrei Sigle - claviers